# Castillo de Bertrada

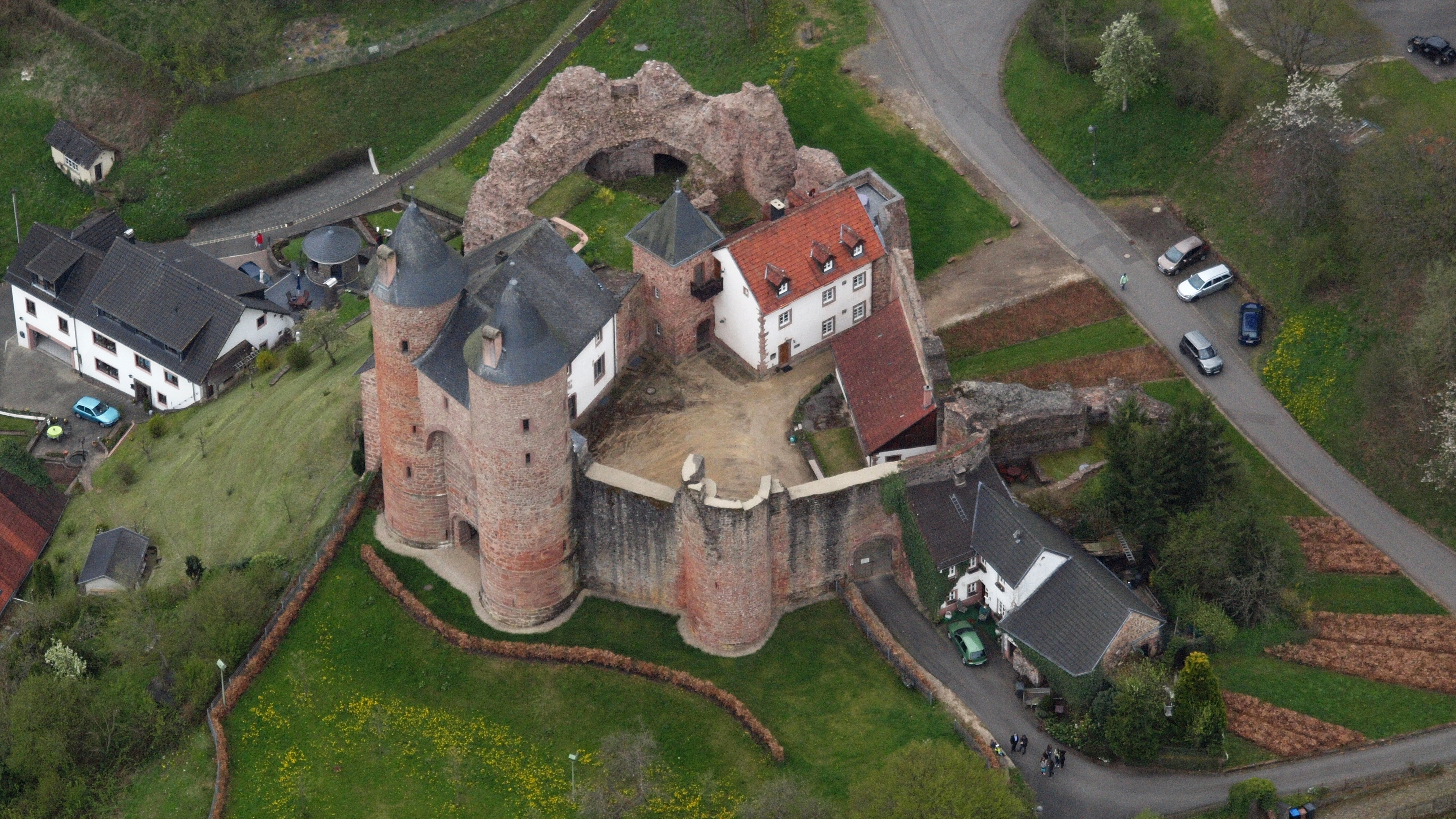
El castillo de Bertrada, fotografía aérea (2015).

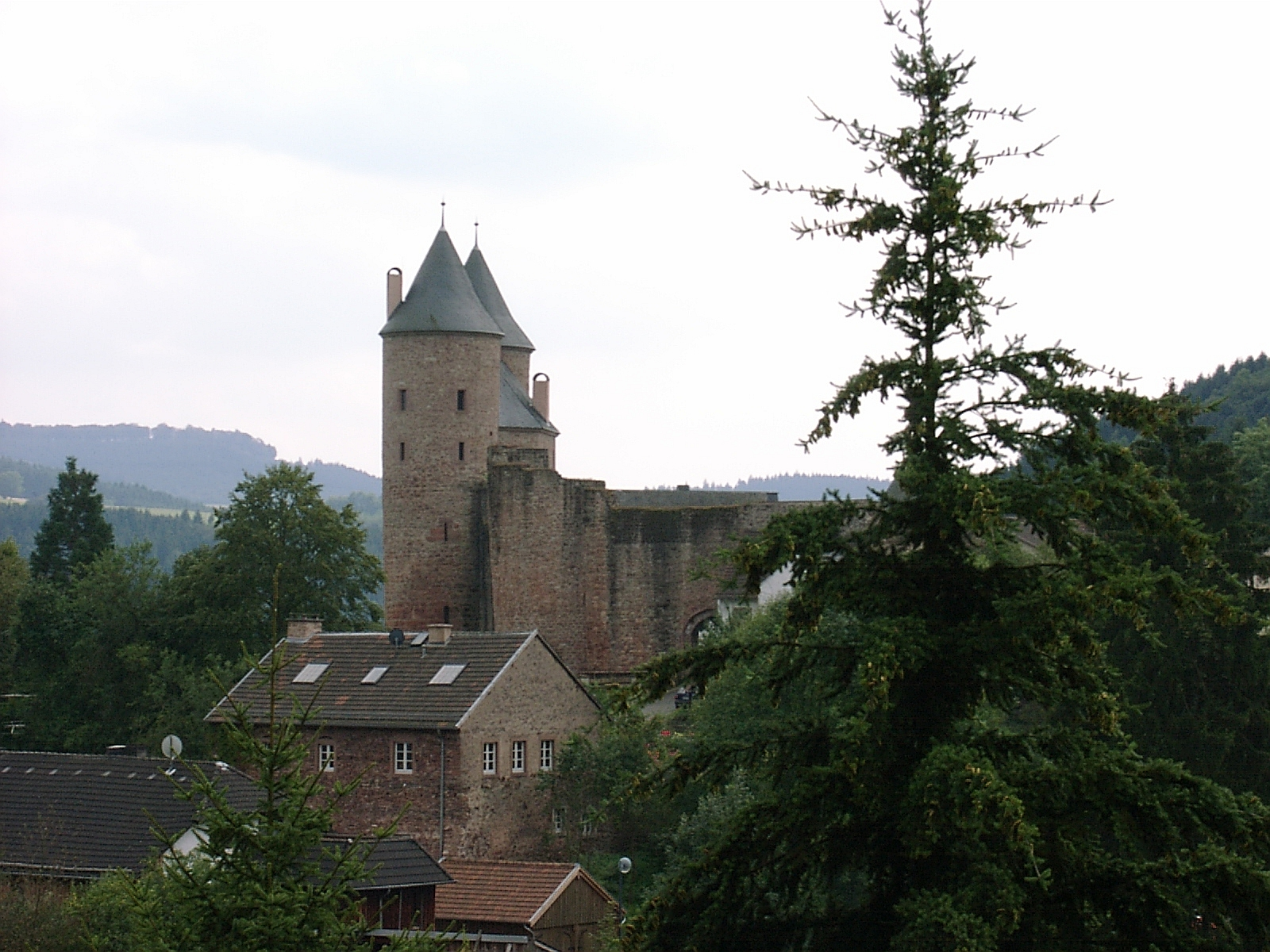
El castillo de Bertrada en Mürlenbach.

El castillo de Bertrada (en alemán: Bertradaburg) es un castillo de colina en ruinas, emplazado en un peñasco de 348 metros de altura que se eleva por encima de la iglesia local de Mürlenbach, en el distrito de Vulkaneifel, en Renania-Palatinado. Está en el centro geográfico del antiguo reino franco merovingio. 

## Historia
El castillo fue construido sobre los restos de un castillo romano, que sirvió probablemente para proteger la calzada romana de Tréveris a Colonia. Según la tradición, en el castillo, Bertrada de Laon, tuvo a su hijo Carlomagno en 747. La existencia del castillo en el siglo XIII como fortaleza, la gefürsteten Reichsabtei Prüm, está documentada (véase el Mittelrheinische Urkundenbuch).
Desde 1794 hasta 1802, el monasterio de Prüm fue ocupado y destrozado durante la Revolución francesa. Luego fue renombrado castillo de Mürlenbach. Tras la secularización de la propiedad privada ha sido vendido en una subasta. 
A finales del siglo XX las murallas y las edificaciones del castillo, han sido restauradas por la familia Tiepelmann y la doble torre de 30 metros de altura lo ha sido con recursos del Estado. En 2009, los nuevos propietarios han recibido subvenciones del gobierno federal y de Renania-Palatinado para asegurar y restaurar los fuertes de cinco metros en el lado sudoeste, que datan del siglo XVI. Las murallas, que se remontan al siglo XIII, también han sido saneadas con fondos del gobierno de Renania-Palatinado.

## Uso actual
Las dos torres de 30 metros de altura ofrecen una hermosa vista sobre el paisaje y hay visitas guiadas. El castillo es de propiedad privada y ofrece viviendas para vacacionar.